# Severní Sedmihradsko

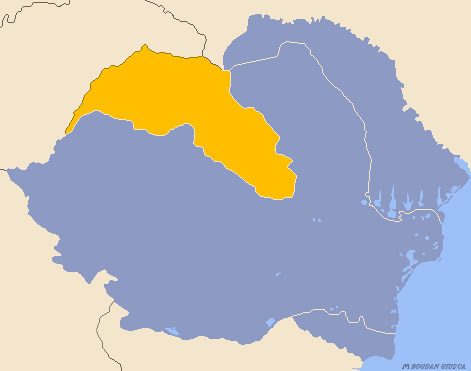
Rumunsko v roce 1940, Severní Sedmihradsko (Transilvania de Nord) je žlutě

Severní Sedmihradsko nebo Severní Transylvánie (rumunsky  Transilvania de Nord ; maďarsky  Észak-Erdély) je území nacházející se v Sedmihradsku v Rumunsku. Před rokem 1918 patřilo severní Sedmihradsko Rakousku-Uhersku, resp. Uhersku. Do roku 1940 území patřilo Rumunsku, které jej získalo po první světové válce, ale v důsledku Druhé vídeňské arbitráže získalo severní Sedmihradsko horthyovské Maďarsko. Tímto rozhodnutím získalo Maďarsko oblast ve středu Rumunska, kde žili Maďaři (Sikulsko), ale na zbývajícím území severního Sedmihradska převažovali Rumuni. Pařížskými mírovými smlouvami z roku (1947) získalo Rumunsko definitivně území zpět.